# 昆虫産業
昆虫産業（こんちゅうさんぎょう）とは昆虫を利用する産業。

## 歴史
昆虫を利用することはミツバチや蚕の飼育のように有史以前から実施されてきた経緯がある。それらは第一次産業に分類されていたが、遺伝子組換えカイコのように遺伝子を組み替えることにより、従来の手法では製造が困難、或いは生産効率の低かった有用な物質の製造等を実施するようになり第二次産業化が進められる。"昆虫産業"という語彙は1970年代から用いられるようになった。

## 優位性
バイオテクノロジー分野において有用物質を生産する場合、大腸菌や酵母等の菌類を利用した培養ではバイオリアクターを使用したり雑菌の混入を防ぐために滅菌されたクリーンルームが必要だった。昆虫の飼育であればクリーンルームは必ずしも必須ではなく、虫かごのような環境下でも生育が可能。

## 問題点
飼育される遺伝子が組み換えられた昆虫が何らかの理由で逃亡して環境に放出された場合、自然界の土着の生物の生態系に甚大な悪影響を与える可能性が懸念される。生殖能力を維持した品種の飼育環境は完全に外界とは隔絶された閉鎖系で飼育することが望ましいとされる。

## 用途
- 医薬品やワクチン等の有用物質の生産[6][7][8]
- 食料 - たんぱく源として期待される[9]。

## 書籍
- 昆虫産業―地上最大の未利用資源の活用 ISBN 9784881370643
- 昆虫テクノロジー―産業利用への可能性 ISBN 9784781302584

## 文献
- 塚田益裕「昆虫由来蛋白質の機能特性と産業的利用 : 絹蛋白質は昆虫産業を支える有用生体素材となり得るか」『15』第7巻第03879240号、農林水産技術情報協会、1992年7月、24-28頁、NAID 40004293963、2020年10月8日閲覧。
- 西出照雄「昆虫生体素材の開発研究とその展望」『農林水産技術研究ジャーナル』第19巻第5号、農林水産技術情報協会、1996年5月、6-8頁、ISSN 03879240、NAID 10008244762、2020年10月8日閲覧。
- 彭彦昆, 大浦正伸「昆虫工場の計測制御システムの開発 (第1報) : システム構成及び基礎実験」『農業機械学会誌』第59巻、農業食料工学会、1997年、297-298頁、doi:10.11357/jsam1937.59.Supplement_297、ISSN 0285-2543、NAID 130004367477、2020年10月8日閲覧。
- 井上元, 岡田利承「新しい昆虫産業への展開」『農林水産技術研究ジャーナル』第21巻第1号、農林水産技術情報協会、1998年1月、22-27頁、ISSN 03879240、NAID 10008245946、2020年10月8日閲覧。
- 梅谷献二「民間支援プロジェクト「昆虫利用産業技術の開発事業」の成果」『農林水産技術研究ジャーナル』第21巻第6号、農林水産技術情報協会、1998年6月、6-11頁、ISSN 03879240、NAID 10008246226、2020年10月8日閲覧。